# St. Vinzenz (Segringen)

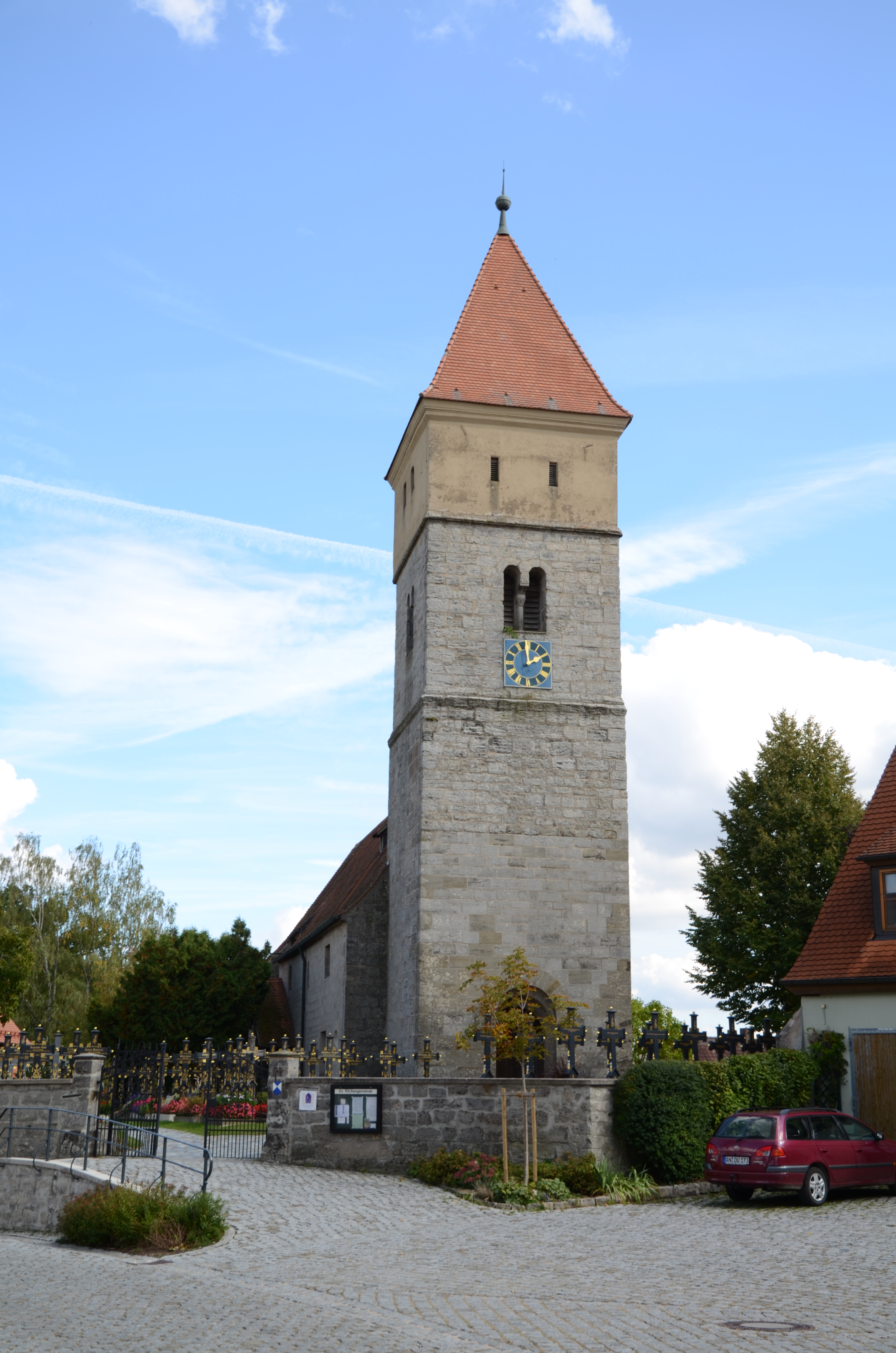
St. Vinzenz (Segringen)

Die denkmalgeschützte, evangelisch-lutherische Pfarrkirche St. Vinzenz steht in Segringen, einem Gemeindeteil der Großen Kreisstadt Dinkelsbühl im Landkreis Ansbach (Mittelfranken, Bayern). Die Kirche ist unter der Denkmalnummer D-5-71-136-695 als Baudenkmal in der Bayerischen Denkmalliste eingetragen. Die Pfarrei gehört zum Dekanat Dinkelsbühl im Kirchenkreis Ansbach-Würzburg der Evangelisch-Lutherischen Kirche in Bayern.

## Beschreibung
Die unteren Geschosse des Kirchturms der Saalkirche im Westen des Langhauses gehörten zu einer Wehrkirche, die 1180–1220 gebaut wurde. Das dritte Geschoss beherbergt die Turmuhr und hinter den als Biforien gestalteten Klangarkaden den Glockenstuhl, in dem vier Kirchenglocken hängen. Nur eine Kirchenglocke hat den Zweiten Weltkrieg überlebt, die drei abgelieferten wurden 1951 durch Friedrich Wilhelm Schilling ersetzt. Der Kirchturm wurde 1726 nochmals mit einem Geschoss aus verputztem Holzfachwerk aufgestockt und mit einem Pyramidendach bedeckt. Der Innenraum des eingezogenen, gerade geschlossenen Chors im Osten, mit der an dessen Nordseite angefügten Sakristei, ist mit einem Kreuzrippengewölbe überspannt, ebenso das Vestibül hinter dem Portal im Erdgeschoss des Kirchturms. Der Innenraum des Langhauses ist mit einer Flachdecke überspannt, in den östlichen Ecken befinden sich Reste eines Lettners. Der Flügelaltar im Chor wurde 1450–1480 gebaut. Hinter ihm steht ein Sakramentshaus, im  Quergang ein Opferstock aus der Zeit um 1500. Die 2004 von Jürgen Lutz gebaute Orgel hat 16 Register, zwei Manuale und Pedal.